# 박철암
박철암(朴鐵岩, 1918년 1월 8일 ~ 2016년 7월 7일)은 대한민국 최초로 히말라야에 도전하고 미답의 티베트 무인구를 세계 최초로 횡단한 등반가이자 탐험가, 교육자이다.
"소년 시절 나는 동백산2,096m 정상부에 있는 줄바위에 부서진 뱃조각이 있다는 마을 어른들의 말을 듣고 호기심에 산을 올랐다. 비록 뱃조각은 찾지 못했으나 그것이 동기가 되어 히말라야 원정과 티베트 무인구 탐험으로 이어졌다." 「세계의 지붕 TIBET 꽃과 풍물」 서문 중
탐험가 中山 박철암朴鐵岩(1918.1.8-2016.7.7)은 1918년 일제강점기에 평안북도 희천에서 태어나 평안남도 동백산(東白山, 2,096m)자락에서 소년 시절을 보냈다. 열여섯 소년 시절, 마을 어른들이 "동백산 꼭대기 줄 바위 부근에 부서진 뱃조각이 있다"라는 말을 듣고 산을 처음 오르며 산의 아름다움에 빠져들었다. 뱃조각은 찾지 못했으나 가을이 되면 황금색으로 물든 마타리 꽃과 고산초화가 우거진 숲길을 따라 산을 오르는 즐거움이 등산을 하게 된 동기가 되었고 탐험가로서의 기질은 이때 동백산과 부전고원을 넘나들며 형성되었다. 
1943년 11월 청년 박철암은 한 선배의 영향으로 독립운동의 뜻을 품고 남만주 철도를 타고 심양으로 출발한다. 그렇게 독립단을 찾아 만주일대를 수소문하고 다니던 중 광복을 맞이하게 된다.
1949년 경희대학교 산악부를 창설하고 1961년 경희대학교 중문학과 교수 임용 후 1962년에는 한국 최초로 경희대학교 산악부를 이끌고 당시 미답봉이었던 히말라야 다울라기리 제2봉(7,751m) 원정에 도전하여 무명봉(6,700m)을 등정하는 등 한국 히말라야 진출에 문을 열었고, 그 이듬해인 1963년 한국 최초 탐사보고서인 《히말라야 다울라기리 산군의 탐사기》를 발간하였다. 1971년에는 로체샤르8,382m 원정 대장으로 한국인으로서는 처음 8,000m를 돌파하며 초기 고산등반의 경험을 국내에 전파하였다. 1990년 한·중 수교 후 티베트, 무인구 탐사(29차)를 진행하며 더불어 500여 종의 고산식물을 연구, 보고하였고 1997년부터 2007년까지 베일에 가려져 있는 지구의 제3극인 무인구無人區 탐험(11차)에 집중하여 2007년 12월 「세계 최초 무인구 횡단 4,600km」에 성공한다.
"미지의 세계를 꿈꾸라! 그리고 도전하라!"라는 메시지를 던지며 꾸준히 실행했던 박철암은 2016년 7월 7일 향년 99세의 일기로 생을 마감한다.
한국 히말라야 등반과 티베트 무인구 탐험의 선구자인 박철암의 기록들은 「경희대학교 기록관」, 「국립산악박물관」에 보관되어 있으며 2004년부터 2016년까지 기거하던 내설악 용대리에는 「박철암 기념관」이 마련되어 선생의 탐험 정신을 기리고 있다.
가족으로는 배우자 강재연(시인)과 1남 4녀가 있다.
'박철암기념관 홈페이지' 바로가기

## 등반사(1) 한국 히말라야 등반사의 첫 장을 열다
1962년 히말라야 다울라기리 2봉 원정대장 Himalaya Dhaulagiri Ⅱ 7,751m
식민지 시대와 전쟁의 참화를 갓 벗어난 1956년, 박철암은 일본의 마나슬루 초등 소식을 접하고 히말라야에 대한 열망을 품게된다. 어렵고 가난한 시기였지만, 세계와 당당히 어깨를 겨루고자 한 것이다.
1959년 1월 설악산 동계 등반을 마친 후, 2월 초 종로의 어느 찻집에서 히말라야 원정을 구체적으로 기획한다. 당시 8,000m 거봉 중 미등이었던 다울라기리 1봉(8,167m)을 등반하기로 계획했으나 1960년 5월 스위스가 초등하면서 미등이었던 다울라기리 2봉(7,751m)으로 등반 대상 산을 변경했다.
1961년 10월 네팔 외무부에 등반 허가 신청서를 제출하고 한국 정부의 허가를 요청했으나 국내 산악계와 정부의 인식은 매우 부정적이었다. 여러 번 열린 심의회 끝에 김찬삼 교수의 적극적인 찬성으로 1962년 2월 22일 정부는 원정대 대신 정찰대로 허가했다. 경비는 경희대학교와 동아일보사가 후원하였고, 부족한 경비는 살고 있던 회기동 집을 처분하여 충당했다.
한국 최초 히말라야 다울라기리 원정대(박철암 대장, 김정섭, 주정극, 송윤일 대원 / 경희대산악회)는 1962년 8월 15일 광복절에 맞추어 출발했다. 원정대는 일본에서 식량과 장비를 구입하고 태국~인도를 거쳐 네팔 카트만두에 도착했다. 
9월 4일 카라반을 시작한 후 19일 만인 9월 22일 다울라기리 1봉 베이스캠프(4,600m)에 도착하고 태극기를 세운 원정대는 9월 26일 부터 10월 9일까지 마그디 빙하에 1캠프(5,100m)를 설치하며 정찰등반을 하였다. 그후 원정대는 두 번의 눈사태를 겪으며 고도를 높여갔지만 곳곳에서 나오는 거대한 빙벽들로 인해 더 이상 전진 할 수 없었다. 1962년 10월 11일 오후 3시, 다울라기리 1봉의 주 능선에서 북동쪽으로 이어지는 능선 상의 한 무명봉(6,700m)에 올라 태극기를 들었다. *등반 경로로 보아 투쿠체봉 인근의 위성봉을 등정한 것으로 추정된다.
한국 히말라야 등반사는 그렇게 시작되었다.
박철암은 그 이듬해인 1963년 한국 최초의 탐사 보고서인 「히말라야 다울라기리 산군의 탐사기, 어수각」를 발간한다.
이 탐사기에는 원정 준비 과정부터 1962년 8월 15일 광복절에 맞추어 출발, 경유 도시와 카라반 과정, 다울라기리 산군 정찰 및 무명봉 등반, 화물선을 타고 귀국하기까지의 전 과정이 포함되어 있으며, 또한 히말라야에 대한 산악정보와 네팔의 역사와 문화 등이 소개 되어있다. 이를 통해 당대 청년들의 꿈과 기개, 성산(聖山)을 대하는 경건한 자세, 그리고 조국에 대한 깊은 사랑을 알 수 있다.
'1962 히말라야 다울라기리 원정수첩' 바로가기
당시 히말라야의 거봉을 올랐던 외국 원정대가 국가의 후원 아래 조직되었다. 그러나, 전후 열악한 국내 사정과 해외 원정 경험이 전무한 상태에서 경희대 산악회라는 소규모 단체가 히말라야 원정을 도전, 실행한다는 것은 매우 이례적이고 고무적인 일이었다. 
경희대학교에서는 다울라기리 원정 기념 공간을 경희대학교 자연사박물관에 마련하여 그들의 도전정신을 학생들에게 알리고자 했다.
이후, 1965년 옥산玉山원정 대장, 1967년 일본 북알프스 원정 대장으로 초기 해외 원정을 진행한다.

## 등반사(2) 1971년 로체샤르 원정대장
1971년 박철암은 대한산악연맹이 파견하는 부대장 강호기, 대원 최수남·박상열·장문삼·김인길 등 총 10명의 대원을 이끌고 로체샤르 Lhotse Shar 8,383m 원정에 나섰다. 당시 공화당 김영도 의원이 대한산악연맹의 부회장으로 영입되면서  박정희 대통령에게 즉시 800만원을 하사받아 부족한 경비가 충당되어 원정이 빠르게 진행되었다.
'운영 자금을 전달 받은 나는 네팔로 출국하기 전 고마운 마음으로 김영도 선생을 만나 "이번 원정가는 길에 에베레스트 등반신청서를 제출할 터이니 다음 원정은 김 선생이 가십시오" 라고 했다.'「박철암의 산과 탐험」 본문 중
1971년 3월에 출국한 원정대는 등반 초기에 권영배 대원이 급성 고산병으로 혼수 상태에 빠지는 등 여러 어려움을 겪었다. 대원 5명, 셰르파 2명, 포터 8명으로 긴급 후송조를 편성해 쿰중에 있는 힐러리 병원으로 후송했으나 여의치 못해 다시 헬기편으로 카트만두의 병원으로 후송했다. 뇌수종으로 진단이 내려지고, 그 후 귀국해 반년 가까이 정양한 후 그래 12월에 기적적으로 완전히 회복했다. 원정대는 악천후와 몬순 눈사태를 겪으며 최수남 대원이 한국인 최초로 8,000m 플라토에 선다. 
등정에는 실패했지만 한국 최초로 8,000m를 돌파하는 등  초기 고산 등반의 경험을 국내에 전파한다. 이때 박철암 대장은 차기 목표인 에베레스트 입산 신청서를 네팔정부에 접수해 1977년 한국 최초로 에베레스트를 등정할 수 있도록 초석을 놓았다.
후에 박철암 대장은 순백의 설산처럼 순수한 도전정신으로 최선을 다한 강호기·최수남·박상열·장문삼·김인길 다섯 명의 대원들에 대해 호랑이처럼 용맹 했다고 회상했다. 또한, 등정에는 실패했지만 한 생명을 구한 것에 대해 하나님께 감사했다고 기술했다.
"로체샤르 원정 후  나는 등반 실패의 책임을 지고 말이 없는 산을 혼자 다니기로 굳게 결심했다.  산은 진실하며 누구를 미워하거나 속이지 않기 때문이었다." 「박철암의 산과 탐험」 본문 중
<참고자료>
*히말라야 다울라기리 산군의 탐사기,1963.
*대한산악연맹 50년사 1962-2012, (사)대한산악연맹, 2012.
*로체-다울라기리 1봉 한국초등30주년 기념특별전,국립산악박물관, 2018.
 *박철암의 산과탐험,  도서출판선인, 2019.

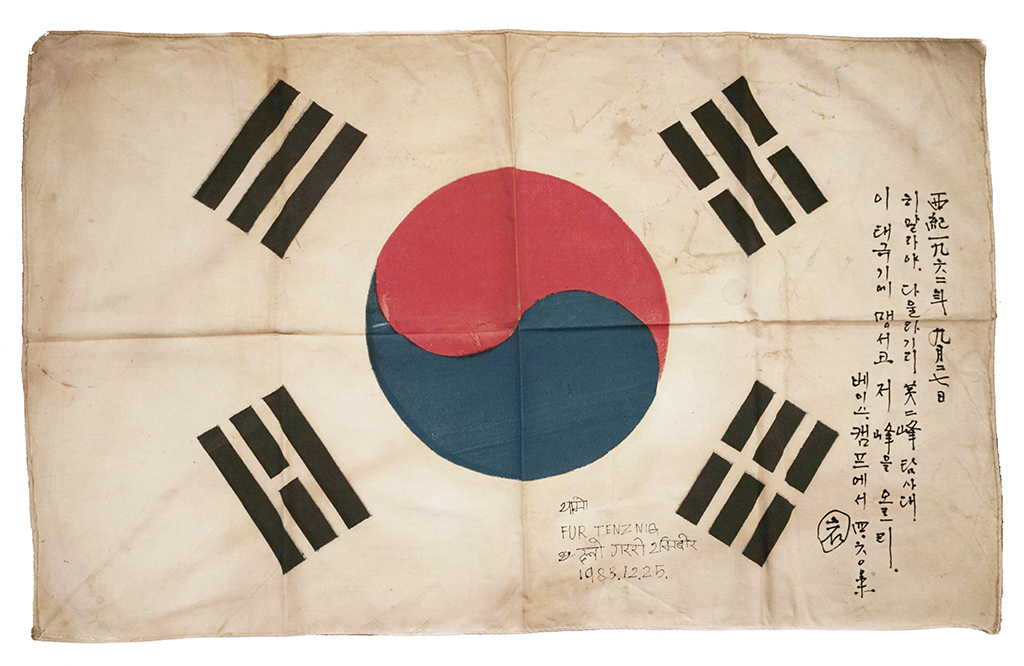
히말라야 다울라기리 제2봉 원정 태극기. 1962 '서기 1962년 9월 27일 히말라야 다울라기리 제2봉 탐사대 이 태극기에 맹세코 저 봉을 오르리. 베이스캠프에서'

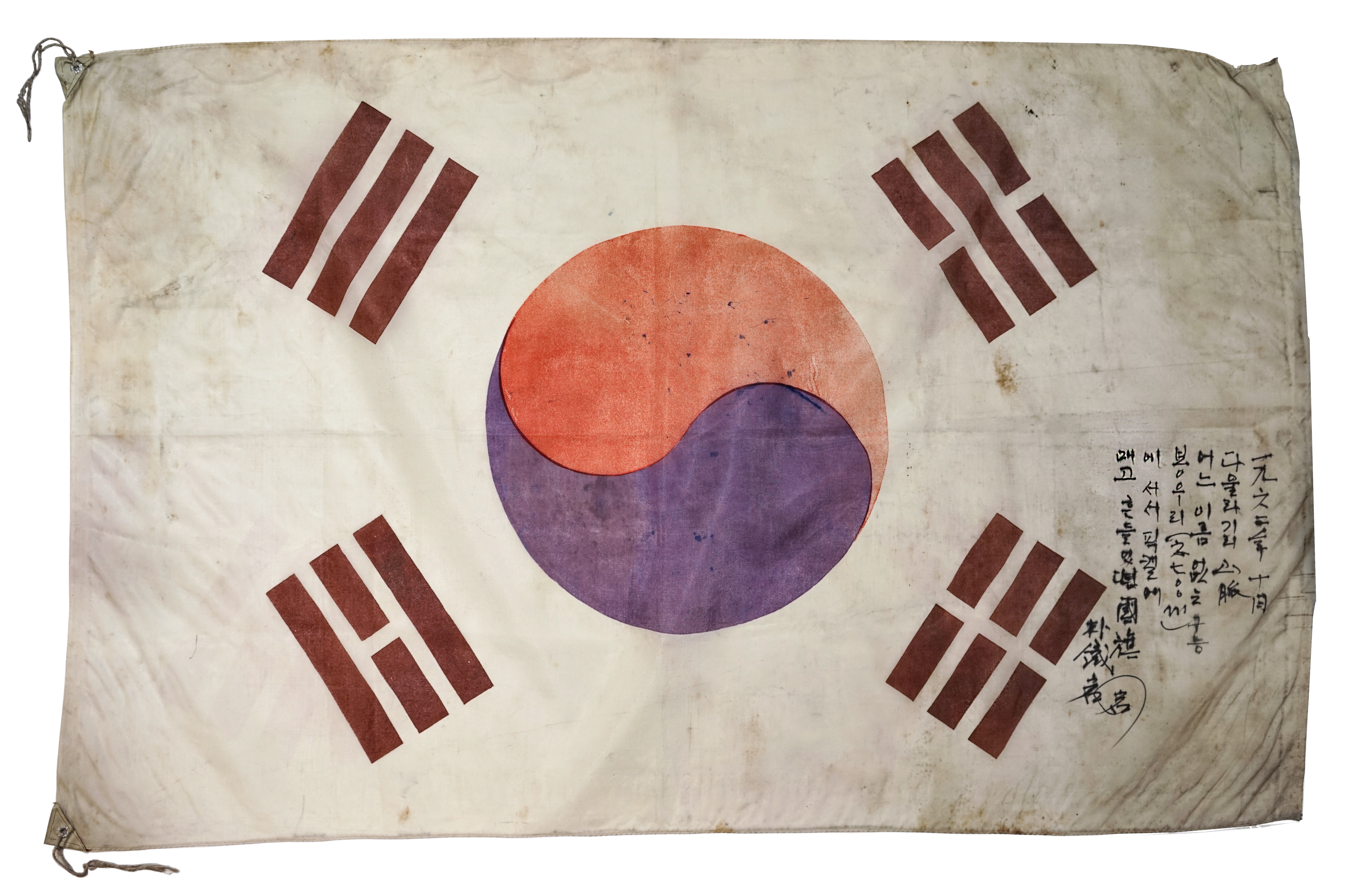
히말라야 다울라기리 무명봉 등정 태극기. 6,700m 1962년 10월 11일 오후 3시

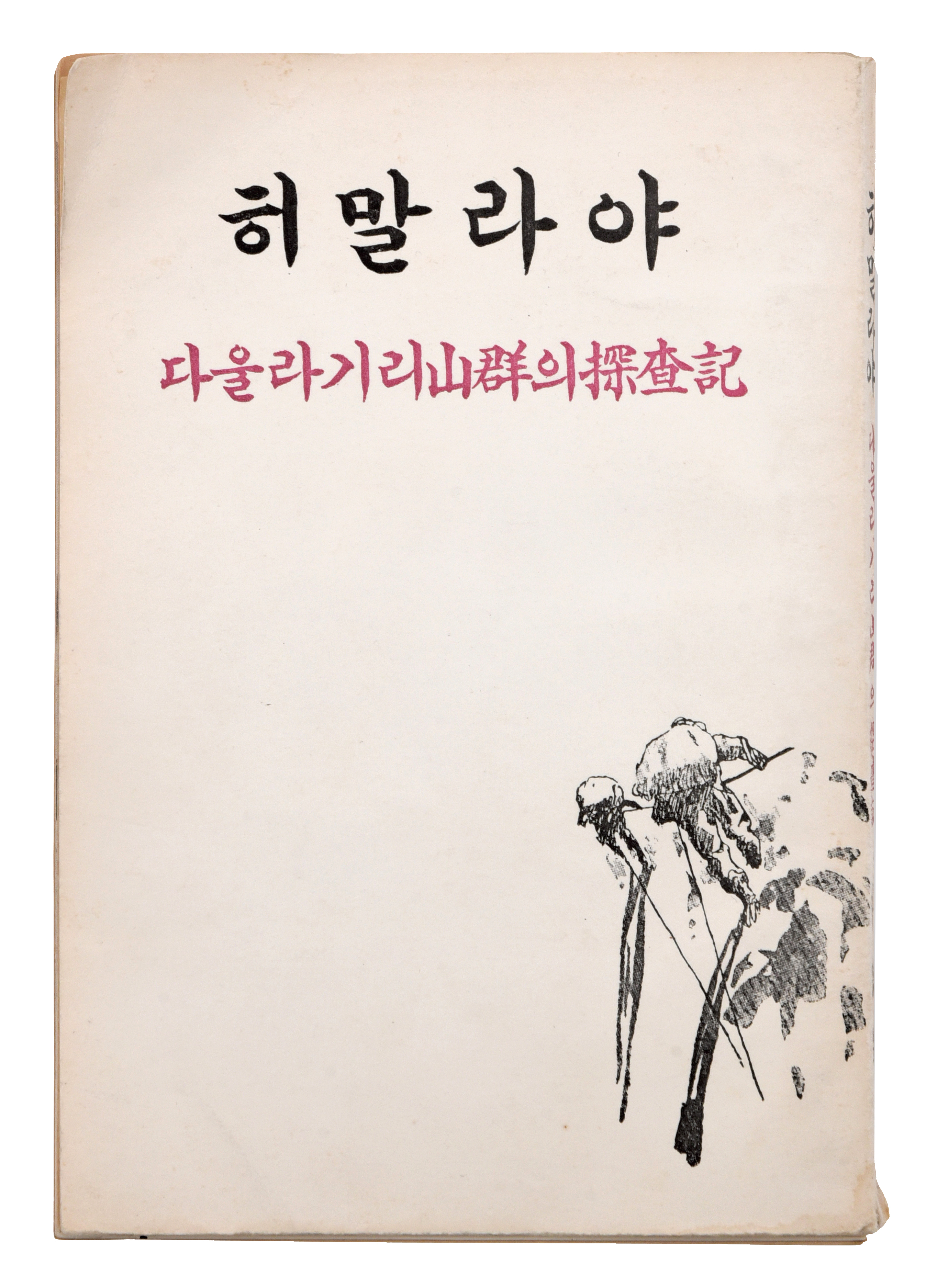
히말라야 다울라기리 산군의 탐사기.1963 한국 히말라야 첫 원정보고서

산악등반
| 날짜       | 내용                                                    |
| ---------- | ------------------------------------------------------- |
| 1962. 8~12 | 히말라야 다울라기리 제2봉Dhaulagiri II, 7,751m 원정대장 |
| 1965. 11   | 대만 옥산玉山 원정대장                                  |
| 1967. 8    | 일본 북알프스 원정대장                                  |
| 1971. 4~5  | 히말라야 로체샤르Lhotse Shar, 8,382m 원정대장           |

산악탐사
| 날짜     | 내용                                |
| -------- | ----------------------------------- |
| 1984. 12 | 네팔 쿰부지역khumbu 탐사            |
| 1986     | 오지산악지대 탐험 시작(이후 18년간) |
| 1987. 2  | 네팔 랑탕히말Langtang Himal 탐사    |
| 1988. 2  | 네팔 묵티나트Muktinath 탐사         |
| 1989. 2  | 부탄 히말라야 탐사대 대장           |

## 탐험사(1)1983~1989년, 산악탐사
로체샤르 원정 이후 경희대학교 중어중문학과교수로 후학을 양성하며 모교 발전에 힘쓰던 박철암은 1983년 등반가에서 탐험가로 변신하여 오지 산악탐사에 돌입하기 시작한다.
그 후, 에베레스트가 있는 쿰부히말(1984년), 다울라기리와 안나푸르나 사이의 칼리 간다키 강을 거슬러 오른 조송지역(1986년), 랑탕히말(1987년), 안나푸르나 북측의 성지 묵티나트(1988년), 시킴과 부탄 히말라야(1989년)를 탐사한다.
1988년 3월 박철암은 한국히말라얀클럽을 창단하며 오지 산악탐사에 박차를 가했다. 1993년 천고의 신비를 간직한 히말라야 오지의 비경과 그곳에 살아가는 사람들을 담은 사진집 「비경祕境 Himalaya Bhutan Tibet, 세진사」을 발간했다.

## 탐험사(2) 1990년, '티베트 고원' 꿈꾸던 땅에 서다

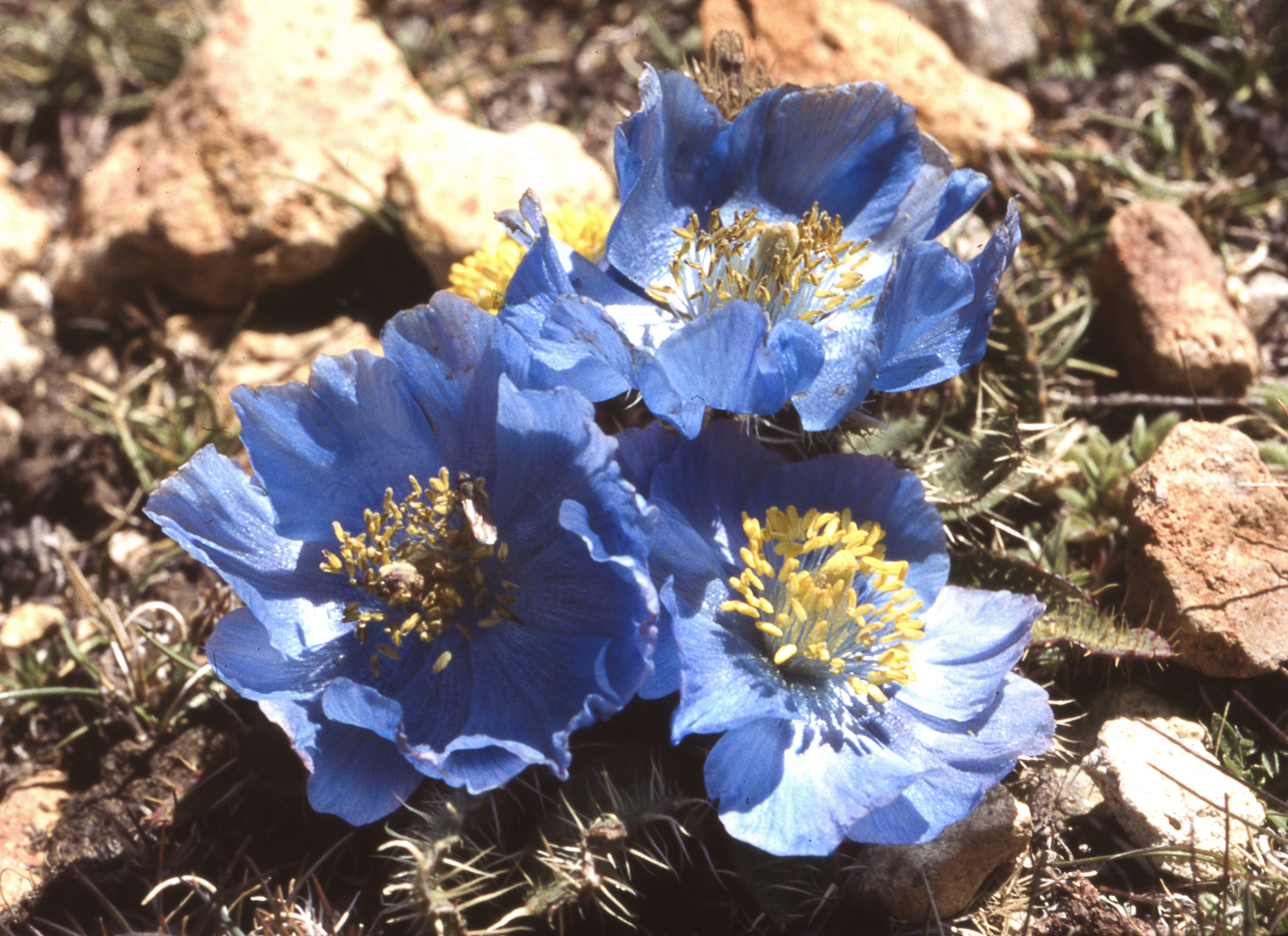
메코노프시스 해발 4,900m

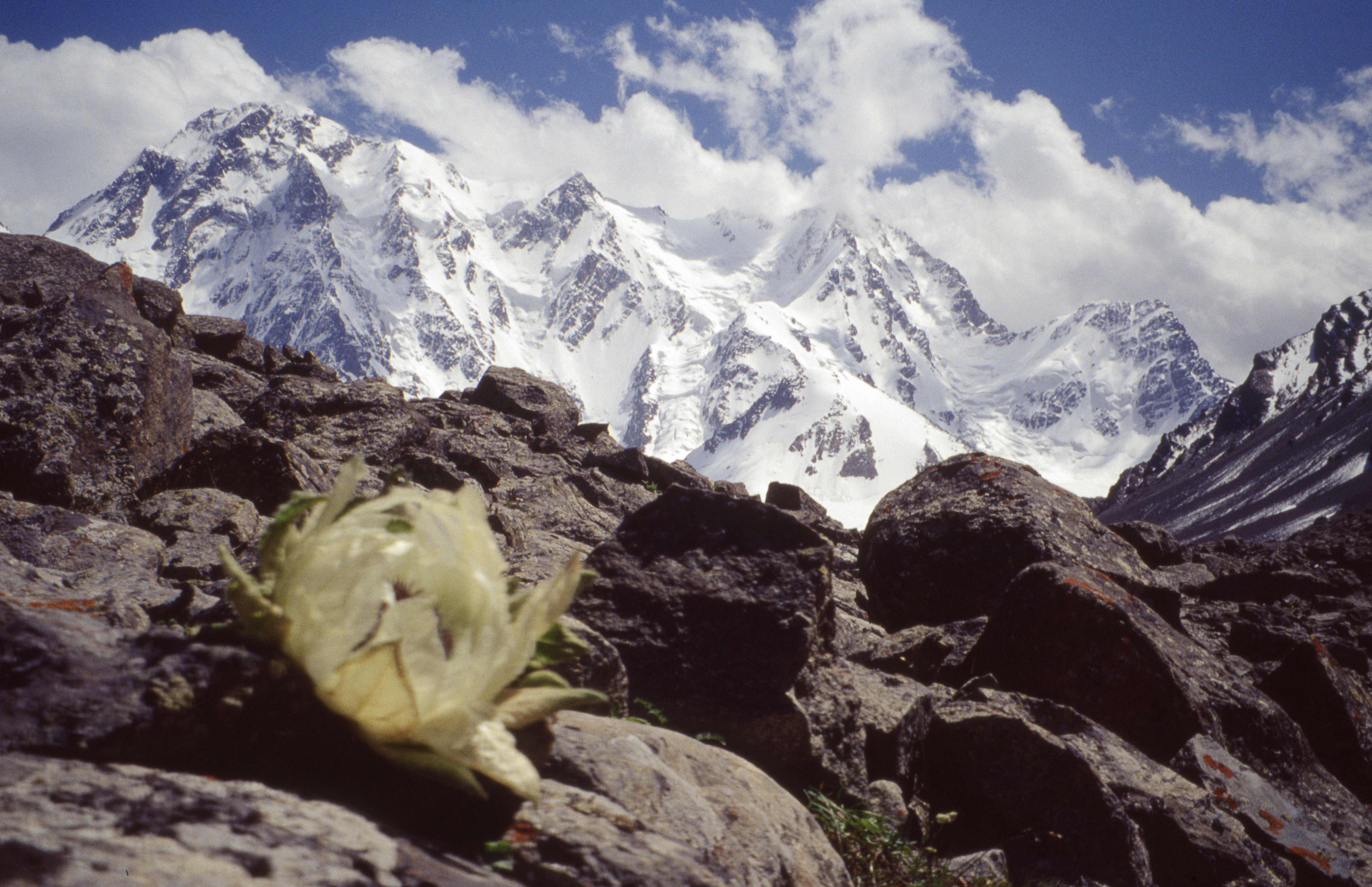
설련화 해발 4,300m 설신의 꽃

1971년 로체샤르 원정 당시 기러기 떼가 로체샤르의 하늘을 넘어가는 광경을 보고 스웨덴의 헤딘 박사처럼 티베르를 탐험하고 싶다는 꿈을 가지고 있던 박철암은, 티베트 입경이 허가된 후 1990년부터 2011년까지의 총 29차로 이어지는 티베트 탐험 대장정에 돌입하기 시작한다. 또한 티베트의 꽃에 매료되어 세계의 지붕이라 불리는 티베트 권역의 희귀한 500여 종의 꽃들과 식물들을 수집, 연구 보고하여 <세계의 지붕 TIBET 꽃과 풍물, 도서출판 삶과 꿈, 1998>을 출간하였다. 그리고 1994년 한국티베트연구소를 창립해 탐험과 함께 학문적 연구도 병행하게 된다.
"1990년 히말라야산맥을 넘어 티베트로 들어간 박철암은 양 떼를 몰고 가며 꽃 피리를 불고 오는 한 유목민 소녀를 만난다. 그 소녀에게 꽃의 이름을 물었더니 ‘파파화(巴巴花)’라고 했다."「박철암의 산과 탐험」 본문 중
박철암은 그 광경에 매료되어 이때부터 2011년까지 티베트 오지탐사와 함께 식물탐사를 병행하며 티베트 권역의 희귀한 500여 종의 꽃들과 식물들을 수집, 연구 보고한다.
그리고 1994년 한국티베트연구소를 창립해 탐험과 함께 학문적 연구도 병행하게 된다. 1998년「세계의 지붕 TIBET 꽃과 풍물, 도서출판 삶과 꿈」, 2015년「세계의 지붕 티베트 : 제2집 꽃과 풍물, 경희대학교출판문화원」을 출간한다.
티베트탐험 (1990~2011, 29차)
| 티베트탐험 |              | |
| 1차        | 1990. 6      | 한국 티베트 탐사대 대장(이후 29차례 탐사) |
| 2차        | 1991. 6~7    | 중국 서역남로 탐사대 대장 |
| 3차        | 1991. 9~11   | 중국 초유桌娱산 원정대 단장 |
| 4차        | 1993. 6~7    | 중국 서역 8,000km 탐험대 대장 |
| 5차        | 1994. 6~7    | 티베트 이리阿里고원 10,000km 탐험대 대장 |
| 6차        | 1995. 6~7    | 티베트 구거古格왕국 6,000km 탐사대 대장 |
| 7차        | 1995. 9~10   | 티베트 써지라산色季拉 식물탐사 |
| 8차        | 1996. 6~7    | 2차 구거古格왕국 탐사대 대장 |
| 9차        | 1990. 9~10   | 써지라산色季拉 식물 탐사(2차) |
| 10차       | 1997. 6~7    | 1차 무인구 탐험대 대장(짱베이고원, 7,000km탐험) |
| 11차       | 1998. 9~10   | 티베트 나무춰納木錯호 탐사 |
| 12차       | 1999. 6~7    | 티베트 헤이창궁루탐험대 대장 |
| 13차       | 2000. 8~9    | 2차 무인구 탐험. 국제에너지학술조사대 한국대장(한국, 일본, 중국, 네팔)                                                                                                 |
| 14차       | 2001. 6~7    | 3~4차 무인구 탐험(티베트 창탕고원 차부샹지역8,000km탐사) |
| 15차       | 2002. 6~7    | 5~6차 무인구 탐험(무인구 마얼궈차카호 도착) |
| 16차       | 2003. 9~10   | 7~8차 무인구 탐험대 대장(무인구 쯔라툰고원 도착) |
| 17차       | 2004. 2~3    | 나무춰納木錯호 동계 탐사(2차) |
| 18차       | 2004. 8~9    | 써지라산色季拉 식물 탐사(3차) |
| 19차       | 2005. 2      | 티베트 탐사 |
| 20차       | 2005. 4~5    | 9차 무인구 탐험(무인구 장서깡르산맥, 톈수이허도착) |
| 21차       | 2005. 12     | 동계 티베트 고원 탐사 |
| 22차       | 2006. 6~7    | 티베트 타이창고원, 저둬산折多山 고산식물 탐사 |
| 23차       | 2006. 8~9    | 써지라산色季拉 식물 탐사(4차) |
| 24차       | 2007. 5~6    | 10차 무인구 탐험(무인구 마얼궈차카호에서 남부고원을 횡단하여 솽후호도착)                                                                                               |
| 25차       | 2007. 11~12  | 11차 무인구 탐험, 한중국제학술조사대의 한국대표로 세계 최초로 무인구를 넘어 무인구 최북단 쿤룬산맥에 위치한 양후호(4,778m)에 12월 10일 도착, 12월 12일 융보춰호에 도착 |
|            | 2007. 12. 22 | 짱베이고원 무인구 과학학술단조직위원회로부터 명예증서 수여 |
| 26차       | 2008. 9      | 써지라산色季拉 식물탐사(5차) |
| 27차       | 2009. 9      | 쉐구라산协格尔 식물탐사(2차) |
| 28차       | 2010. 9      | 쉐구라산协格尔 식물탐사(3차) |
| 29차       | 2011. 9      | Kailas산 탐사, 쉐구라산协格尔 식물탐사(4차) |

## 탐험사(3) 1997~, '무인구無人區, 미답의 나라로'
*무인구無人區, Wurenqu
지구의 제3극인 무인구는 창탕羌塘고원 최북단에 위치한다. 쿤륜산맥(崑崙 2,500km), 커커시리可可西里산맥과 인접해있으며 서남으로 히말라야산맥(2,400km)과 깡디스崗底斯산맥, 넨칭탕구라念青唐古拉산맥,  그리고 헝뚜안橫斷 산맥으로 둘러싸여 있는 금구禁區지역이다. 면적 20만km2, 평균해발고도 4,500~5,000m. 동절기 평균 온도 영하 30°C이다.
1996년 박철암은 티베트의 꽃과 식물의 학명을 알아보기 위해 티베트 라싸 대학을 자주 방문하던 중 라싸 대학 총장으로부터 “창탕 고원 북부에 무인구(無人區)지대가 있는데 그곳은 지금도 사람이 살지 않으며 내세에도 누구도 뛰어들지 못한다”라는 경이로운 이야기를 듣는다. 그 이듬해 1997년부터 그는 본격적으로 티베트 무인구 탐사에 몰두하게 된다. 신비한 무인구에 매료되어 무인구 고산 희귀식물을 연구하며 1997년부턴 10여 년에 걸쳐 10여 차례 무인구 탐사가 거듭되는 가운데 탐험기 「지도의 공백지대를 가다 TIBET 80,000km, 도피안사, 2002」를 출간한다.

2007년 11월 20일~12월 25일(37일간) 최초 무인구無人區 횡단 4,600km
2007년 여름, 단독으로 무인구 탐험(제10차)을 진행하던 중 티베트 자치구의 장북고원과고단(藏北高原科考團)에서 한•중 국제학술조사 탐험대를 구성해 공동으로 무인구를 탐험하자는 제의가 들어온다.
한국 측 박철암 대장과 중국 측 북경지질과학원 박사, 지리학 박사, 서장지질조사 대원, 천문학자, 의사 등 14명으로 구성된 무인구 횡단 탐험대는 2007년 12월 1일 라싸에서 발대식을 갖고, 무인구 최북단인 양후羊湖를 거쳐 4,600km를 횡단·탐사하는 대장정에 나선다. 부족한 경비는 경희대학교와 대학산악연맹, 노스페이스 후원으로 충당했다.
무인구 초입인 룽마에서 출발하여 첩첩한 산들이 파장 형으로 이어진 장서깡르 산맥을 따라 무인구 중심으로 북상하여 무인구 최북단 서북부에 위치한 목적지 양후羊湖(4,778m)에 2007년 12월 10일 도착한다. 
이후 커커시리 산맥을 따라 융퍼초涌波錯호, 무쯔타거봉慕士塔格峰 일대를 거쳐 초니錯尼호 - 파모췌중巴毛窃宗- 췌단초确旦錯로 이어진 총 거리 4,600km 무인구 탐사와 횡단을 성공적으로 마친다.
티베트 탐험에 나선 지 17년, 무인구 탐험을 시도한 지 열한 번째에 박철암은 2007년 12월 최초로 무인구 횡단 4,600km에 성공하고, 장북고원과고단 조직위원회로부터 "박철암 교수는 첫 번째로 지구의 제3극인 무인구를 넘어 탐험에 성공한 과학탐험가이다" 라는 명예 증서를 받는다. 그리고 2009년, 사진집 「無人區 티베트무인구 대탐험, 경희대학교출판국」을 출간한다.
1990년 6월 20일 통라 고개를 오르며 티베트와 인연을 맺은 박철암은 2011년까지 총 29차례 티베트의 품에 들었다. 장정을 거리로 환산하면 14만 km가 넘는다.
"참으로 미지를 향한 탐험의 길은 고독하고 험난한 길이었다. 인류를 위해 공헌하는 길은 어떤 분야에서든 불굴의 의지로 대상에 집중하여 그 연구의 정점에 도달할 때일 것이다. 그동안 내가 걸어온 험난한 탐험의 발걸음이 조금이라도 이 길에 기여할 수 있기를 바랄 뿐이다." 「박철암의 산과 탐험」 본문 중
'미지의 세계를 꿈꾸라! 그리고 도전하라!'

한국 근현대사 100년을 관통하며 미지의 세계에 대한 동경, 그리고 실패를 두려워하지 않는 끊임없는 도전정신으로 평생 탐험가의 길을 걸어온 영원한 청년 박철암은 “미지의 세계를 꿈꾸라! 그리고 도전하라!” 라는 도전 정신을 후학들에게 남기고 2016년 7월 7일, 98세의 일기로 별세했다. 가족으로는 배우자 故 강재연 여사(시인)와 1남 4녀가 있다.
한국 히말라야 등반과 티베트 무인구 탐험의 선구자인 박철암의 기록들은 「경희대학교기록관」, 「국립산악박물관」,「한국산악회」「국립공원 산악박물관(북한산국립공원)」에 보관되어 있으며 2004년부터 2016년까지 기거하던 내설악 용대리에는 「박철암기념관」이 마련되어 선생의 탐험 정신을 기리고 있다.
무인구탐험 (1997~2007, 11차)
|        | 날짜        | 내용 |
| ------ | ----------- | --- |
| 1차    | 1997. 6~7   | 티베트 무인구 탐험대 대장, 짱베이 고원 7,000km 탐사 |
| 2차    | 2000. 8~9   | 무인구 탐험, 국제 에너지 학술조사대 한국대장. 한국, 일본, 중국, 인도, 네팔 |
| 3, 4차 | 2001. 6~7   | 무인구 탐험, 티베트 창탕고원 차부상지역8,000km 탐사 |
| 5, 6차 | 2002. 6~7   | 무인구 탐험, 무인구 마얼궈차카호 |
| 7, 8차 | 2003. 9~10  | 무인구 탐험대 대장, 무인구 쯔라툰고원 |
| 9차    | 2005. 4~5   | 무인구 탐험, 무인구 장서깡르산맥 텐수이허 |
| 10차   | 2007. 5~6   | 무인구 탐험, 무인구 마얼궈차카호에서 남부고원 횡단 |
| 11차   | 2007. 11~12 | 한.중 국제학술조사대의 한국 대표로 세계 최초로 무인구를 횡단하여 무인구 최북단 쿤룬산맥에 위치한 양후호 4,778m에 12월 10일 도착 12월 12일에 융보춰호에 도착 「2007년 12월 세계최초 무인구 횡단 4,600km」 |

## 박철암을 말하다
'박철암을 말하다' 바로가기

## 박철암의 서예
'박철암의 서예작품' 바로가기

## 수상
| 연도 | 내용                                                                   |
| ---- | ---------------------------------------------------------------------- |
| 2008 | 탐험 대상(사람과 산)                                                   |
| 2007 | 티베트 무인구 탐험과학자상 (티베트 짱베이藏北고원 무인구 과고단조위회) |
| 2003 | 대한민국 특별공로상(대한산악연맹)                                      |
| 2002 | 공로상(대한산악연맹)                                                   |
| 1998 | 공로상(네팔등산협회)                                                   |
| 1996 | 산악문화상(한국대학산악연맹)                                           |
| 1979 | 경희대학교 개교 30주년 공로상                                          |

## 저서
- 《히말라야 다울라기리산군山群의 탐사기探査記》, 어수각, 1963
- 《祕境HIMALAYA BHUTAN TIBET》, 세진사, 1993
- 《세계의 지붕 TIBET 꽃과 풍물》, 도서출판 삶과 꿈, 1998
- 《지도의 공백지대를 가다 TIBET 80,000km》, 도피안사, 2002
- 《無人區 티베트무인구 대탐험》, 경희대학교출판국, 2009
- 《세계의 지붕 TIBET  꽃과 풍물  (제2집)》 경희대학교출판문화원, 2015
- 《박철암의 산과 탐험》, 도서출판선인, 2019
- 《히말라야 다울라기리 산군의 탐사기(개정판)》, 하루재클럽, 2022